# A Mezquita
A Mezquita är en Spaniens kommuner i Spanien.  Den ligger i provinsen Ourense i den autonoma regionen Galicien i nordvästra delen av landet, 400 km nordväst om huvudstaden Madrid. Antalet invånare är 1 006 (2024).